# Terrence Ross
Terrence James Elijah Ross (nascut el 2 de febrer de 1991 a Portland, Oregon) és un jugador de bàsquet estatunidenc que juga amb els Toronto Raptors de l'NBA. Amb 1,98 metres d'estatura, juga en la posició d'escorta.

## Universitat
Va jugar durant dos temporades amb els Huskies de la Universitat de Washington, amb una mitjana de 12,3 punts, 4,6 rebots i 1,2 assistències per partit. El 2012 va ser elegit en el millor quintet de la Pacific-12 Conference. Al final de la temporada es va declarar elegible pel Draft de l'NBA, renunciant a dos anys més com a universitari.

## Carrera a l'NBA

### Toronto Raptors
Va ser elegit en la vuitena posició de la primera ronda del Draft de l'NBA de 2012 pels Toronto Raptors, amb els quals va debutar el 31 d'octubre, jugant sis minuts contra els Indiana Pacers.
El dia 16 de febrer de 2013 va guanyar Jeremy Evans, dels Utah Jazz, en el concurs d'esmaixades de l'NBA 2013, rebent un 58% del vots de tots els fans del món en la ronda final.